# Peter O’Connor (Leichtathlet)
Peter O’Connor (* 24. Oktober 1872 in Millom, Cumbria, England; † 9. November 1957 in Waterford, Irland) war ein irischer Leichtathlet, der in den Sprungdisziplinen erfolgreich war.
O’Connor wuchs in Ashtown im County Wicklow in Irland auf. Er trat 1896 der Gaelic Athletic Association bei. Ein Jahrzehnt lang war er ein herausragender Sportler im Vereinigten Königreich von Großbritannien und Irland. Er gewann von 1901 bis 1906 die Meisterschaft der britischen Amateur Athletic Association im Weitsprung und 1903 und 1904 auch den Titel im Hochsprung.

## Der Weltrekord
1901 sprang O’Connor mit 7,51 Meter erstmals Weltrekord im Weitsprung. Er steigerte sich über 7,54 auf 7,60 Meter. Am 5. August 1901 sprang er in Dublin 7,61 Meter weit. Als 1912 die International Amateur Athletics Federation (IAAF) die erste offizielle Weltrekordliste veröffentlichte, wurde auch der Sprung von Peter O’Connor aufgenommen, nachdem bis dahin niemand weiter gesprungen war.
Dieser erste offizielle Weltrekord im Weitsprung hielt fast 20 Jahre, bis am 23. Juli 1921 Edward Gourdin mit 7,69 Meter weiter sprang. Nur die legendären Sprünge von Mike Powell (8,95 Meter im Jahr 1991), Jesse Owens (8,13 Meter im Jahr 1935) mit 25 Jahren und von Bob Beamon (8,90 Meter im Jahr 1968) mit 23 Jahren hatten bzw. haben noch länger Bestand. Als Britischer Rekord wurde die Leistung erst vom Waliser Lynn Davies 1962 überboten. Als irischer Rekord überdauerte O’Connors Weite bis 1990, als Carlos O’Connell 7,63 Meter sprang.

## Olympische Zwischenspiele 1906
Drei irische Athleten, John Daly, Con Leahy und Peter O’Connor fuhren zu den Olympischen Zwischenspielen 1906 nach Athen. Dort erfuhren sie, dass nur anerkannte Nationale Olympische Komitees startberechtigt waren. Sie durften demnach nicht für Irland antreten, sondern starteten für das Vereinigte Königreich.
O’Connor wurde im Weitsprung mit 7,025 Meter Zweiter hinter dem US-Amerikaner Meyer Prinstein, der 7,20 Meter sprang. Im Hochsprung, den Leahy gewann, startete auch O’Connor, kam aber nicht unter die besten acht Springer. Schließlich gewann O’Connor den Dreisprung mit 14,075 Meter vor Leahy, der 13,98 Meter sprang.
Nach 1906 gewann O’Connor keine Titel mehr. Er blieb dem Weitsprung und der irischen Leichtathletik aber als Funktionär und Kampfrichter verbunden.
Peter O’Connor war 1,84 m groß und wog 76 kg. Von Beruf war O’Connor Rechtsanwalt in Waterford.

## Der Fahnenmast-Zwischenfall
Da die Iren bei den Olympischen Spielen für Großbritannien starten mussten, kletterte O’Connor am Fahnenmast hoch, um den Olympiasieg seines Mannschaftskameraden Con Leahy mit der irischen Fahne zu feiern. Schon nach kurzer Zeit wurde er von den Kampfrichtern wieder heruntergeholt, er hatte jedoch seine Position als irischer Nationalist deutlich gemacht.

## Bestleistungen
- Hochsprung: 1,88 Meter
- Weitsprung: 7,61 Meter
- Dreisprung: 14,63 Meter